# Tuyết Đậu Trí Giám
Tuyết Đậu Trí Giám (zh. 雪窦智鑑, ja. Setchō Chikan, 1105-1192), cũng được gọi là Túc Am Trí Giám, là Thiền sư Trung Quốc đời Tống, thuộc đời thứ 12 của Tông Tào Động. Sư nối pháp Thiền sư Thiên Đồng Tông Giác, đệ tử của sư có Thiền sư Thiên Đồng Như Tịnh.

## Cơ duyên và hành trạng
Sư họ Ngô, quê ở Trừ Châu, tỉnh An Huy, Trung Quốc. Theo sách kể lại, từ nhỏ sư đã có duyên lành với Phật Pháp. Như một hôm, người mẹ rửa mụn nhọt trên tay sư và hỏi: "Con thấy tay mình thế nào?" Sư đáp: "Tay con giống tay Phật!"
Sau khi xuất gia, sư đến tu học ở chổ của Thiền sư Chân Yết Thanh Liễu tại Trường Lô. Trong pháp hội này, có đại đệ tử của Thiền sư Chân Yết là Tông Giác khi ấy đang làm thủ chúng, Tông Giác rất xem trọng và quý mến sư. Về phía sư, mặc dù Tông Giác chỉ ở vai vế là sư huynh đồng môn nhưng sư rất kính trọng Tông Giác và coi đó là thầy của mình.
Rời chổ của Chân Yết, sư đến núi Tượng Sơn ẩn cu tu hành. Ở đây thường hay xảy ra nhiều chuyện quỷ mị, ma quái. Tuy vậy nhưng tâm sư vẫn vững vàng không bị mê hoặc. Vào một đêm nọ, sư bỗng nhiên đại ngộ, liền đến gặp Tông Giác trình sở ngộ và được Tông GIác ấn khả.
Năm 1154, sư đến trụ trì tại chùa Thê Chân (zh. 棲真寺) ở gần Hàng Châu. Sau đó, sư cũng lần lượt trụ trì tại các chùa như: Định Thủy tự, Hương Sơn tự và Báo Ân tự.
Năm 1184, sư đến trụ trì ở núi Tuyết Đậu và khai đường giảng pháp. Tại đây, có rất nhiều thiền sinh đến tham học.
Sư có để lại một bài kệ:
Thế Tôn có mật ngữ
Ca - diếp không che giấu
Đêm khuya mưa hoa rụng
Cả thành ngập nước thơm.
Sư được cho là đã viết câu thơ: "Được một Tông, mất một Sùng. Chắp tay trước, đập ngực sau." để chế nhạo Thiền sư Hoằng Trí Chính Giác nổi tiếng. "Tông" chỉ cho Tuyết Đậu Tự Tông - đệ tử đắc pháp của Hoằng Trí và "Sùng" chỉ cho Dã Đường Phổ Sùng (zh. 野堂普崇) - môn đệ của Hoằng Trí nhưng sau đó bỏ đi và theo học với tông Lâm Tế.
Cuối đời, sư lập am ở phía Đông của Tuyết Đậu Thiền Tự và ẩn cư tại đây cho đến khi viên tịch vào năm 1192. Sau khi sư tịch, đệ tử trà tỳ và xây tháp thờ tại núi Tuyết Đậu.